# Райна Афионлиева
Райна Владимирова Афионлиева е известна българска треньорка по художествена гимнастика.

## Биография
Родена е на 6 август 1940 г. в гр.Пещера. Завършва ВИФ „Георги Димитров“ – София (1963). Същата година започва работа като треньор по художествена гимнастика в ученическата спортна школа в гр. Кюстендил. От 1967 г. е директор, а впоследствие главен треньор в Центъра за високо спортно майсторство в Кюстендил. От 1968 г. работи и като помощник-треньор в националния отбор по художествена гимнастика. Подготвя първите световни вицешампионки (1977) и европейски шампионки (1978) по художествена гимнастика в ансамблово съчетание: Красимира Василева и Мая Георгиева; световните шампионки в ансамбъла от Страсбург, Франция (1983) – Илиана Илиева и Цветомира Филипова. за европейското първенство във Виена (1984) подготвя ансамбловото съчетание на австрийския национален отбор. От нейните възпитанички в Кюстендил 4 са заслужили майсторки на спорта и 25 – майсторки на спорта.
Заслужил треньор по художествена гимнастика (1977) и заслужил деятел на физкултурата (1983). Удостоена със званието „почетен гражданин на Кюстендил“ през 1983 г. Носител на орден „Червено знаме на труда“ (1983). Почетен гражданин на град Пещера (2018).